# Montreuil-en-Touraine

Montreuil-en-Touraine este o comună în departamentul Indre-et-Loire, Franța. În 1 ianuarie 2022 avea o populație de 750 de locuitori.